# Gruboskórce
Gruboskórce (Ceratomorpha) – podrząd ssaków z rzędu nieparzystokopytnych (Perissodactyla).

## Systematyka
Do podrzędu należą dwie występujące współcześnie nadrodziny:
- Tapiroidea J.E. Gray, 1821
- Rhinocerotoidea J.E. Gray, 1821

Opisano również nadrodziny wymarłe:
- Brontotherioidea Marsh, 1873
- Chalicotherioidea Gill, 1872

Wymarły takson bazalny:
- Skopaiolophus Métais, Aung Naing Soe & Ducrocq, 2006[9] – jedynym przedstawicielem był Skopaiolophus burmese Métais, Aung Naing Soe & Ducrocq, 2006